# 望海風斗
望海風斗（1983年10月19日—），是前寶塚歌劇團雪組主演男役(Top Star)。身高169cm，愛稱「だいもんDaimon」 。出生於神奈川縣横濱市，法政大學女子高等學校出身。現所屬經紀公司為渡邊娛樂。

## 簡介
- 2001年，考入寶塚音樂學校，為第89期生。同期生有夢咲ねね（前星組主演娘役）、明日海りお（前花組主演男役）、美彌るりか、蓮城まこと、壱城あずさ、白華れみ、凪七瑠海、七海ひろき等。
- 2003年，於寶塚音樂學校以第二名畢業[2] ，其後寶塚歌劇團入團。初舞台作品為月組公演『花の寶塚風土記／シニョール・ドン ファン』，之後分配至花組。
- 2006年，擔任寶塚歌劇團專屬的衛星電視頻道Takarazuka Skystage的第五期SKY FAIRIES [3]。
- 2009年，於花組大劇場公演『太王四神記』首次擔任新人公演主演。同年亦在大劇場公演『外傳 凡爾賽玫瑰-安德烈編-』擔任新人公演主演。
- 2010年，於大劇場公演『虞美人』初次飾演女役桃娘一角。同年，與同期生明日海りお、蓮城まこと、美弥るりか和凪七瑠海共五人擔任旁氏(POND'S)的形象大使。
- 2012年，於寶塚Bow Hall公演『Victorian Jazz』首次擔任寶塚Bow Hall主演。
- 2014年11月17日，組替至雪組。
- 2015年5月，正式擔任二番手男役。
- 2016年，於大劇場公演『浪客劍心』中飾演寶塚版本新加入的角色加納惣三郎。同年5月以寶塚歌劇團現役身份外部出演井上芳雄演唱會『井上芳雄シングス ディズニー～ドリーム・ゴーズ・オン！(井上芳雄 sings Disney～Dream Goes On!)』。
- 2016年9月起，擔任かんぽ生命保險(簡保生命保險)的形象大使 [4]。
- 2017年7月24日，於早霧せいな退團後接任雪組主演男役，相手役為真彩希帆。大劇場披露目公演為『ひかりふる路 ～革命家、マクシミリアン・ロベスピエール〜 (光照之路 〜革命家 馬克西米連・羅伯斯比〜)／SUPER VOYAGER!』，而劇 『ひかりふる路 (光照之路) 』是由著名百老匯作曲家法蘭克·懷德恩 (Frank Wildhorn)作曲。
- 2021年4月11日，於東京寶塚劇場公演『fff-フォルティッシッシモ-〜歓喜に歌え!〜』『シルクロード〜盗賊と宝石〜』千秋樂後退團。

## 寶塚時代主要舞台出演

### 花組時代
- 2004年1月，『天使の季節／アプローズ・タカラヅカ! -ゴールデン90-』飾演：大使、新人公演飾演：ジョルジュ（本役：蘭寿とむ）
- 2004年8月，『La Esperanza-いつか叶う-』／TAKARAZUKA舞夢!』新人公演飾演：トム（本役：蘭寿とむ）
- 2005年1月，寶塚Bow Hall 公演『くらわんか』飾演：貧乏神／徳兵衛
- 2005年3月，『マラケシュ・紅の墓標／エンター・ザ・レビュー』 飾演：警官アンリ、新人公演飾演：クリフォード（本役：彩吹真央）
- 2005年9月，日生劇場公演『Ernest in Love』飾演：倫敦市民（第1幕）／飾演：農民・召使い（第2幕）
- 2005年11月，『落陽のパレルモ／ASIAN WINDS！-アジアの風-』新人公演飾演：リカルド（本役：愛音羽麗）
- 2006年3月，寶塚Bow Hall 公演『スカウト』飾演：グリフィン
- 2006年4月，蘭寿とむ晚餐秀『Station!』
- 2006年6月，『ファントム(魅影)』飾演：從者、 新人公演飾演：セルジョ（本役：愛音羽麗）
- 2006年11月，梅田DramaCity劇場・日本青年館『MIND TRAVELLAR -記憶の旅人-』飾演：エディ
- 2007年2月，『明智小五郎の事件簿-黒蜥蜴-／TUXEDO JAZZ』飾演：三村、新人公演飾演：寺坂（本役：愛音羽麗）
- 2007年7月，寶塚Bow Hall公演 Bow Workshop 『ハロー!ダンシング』
- 2007年9月，『アデュー・マルセイユ／ラブ・シンフォニー』飾演：ジェラール（少年時代）、新人公演飾演：シモン（本役：真飛聖）
- 2008年3月，寶塚Bow Hall公演『蒼いくちづけ』飾演：ヘルシング教授／デイヴ
- 2008年5月，『愛と死のアラビア／Red Hot Sea』飾演：ヤシム、新人公演飾演：イブラヒム（本役：大空祐飛）
- 2008年10月，梅田DramaCity劇場・日本青年館『銀ちゃんの戀』飾演：ジミー
- 2009年1月，『太王四神記 』飾演：ヒョンミョン、新人公演飾演：タムドク(談德)（本役：真飛聖）＊新人公演初主演
- 2009年5月，全國巡演『哀しみのコルドバ』『Red Hot Sea II』飾演：パコ
- 2009年7月，寶塚Bow Hall公演『フィフティ・フィフティ (Fifty Fifty)』飾演：カーク
- 2009年9月，『外伝 ベルサイユのばら アンドレ編(外傳 凡爾賽玫瑰-安德烈編-)／EXCITER!!』飾演：ヴェール、新人公演飾演：安德烈（本役：真飛聖）＊新人公演主演
- 2010年1月，寶塚Bow Hall公演『BUND／NEON 上海 -深緋の嘆きの河-』飾演：劉衛強
- 2010年3月，『虞美人』飾演：桃娘
- 2010年4月，櫻乃彩音Music Salon『Ever Green -春風のように-』
- 2010年7月，『麗しのサブリナ／EXCITER!!』飾演：フランク
- 2010年11月，寶塚Bow Hall・日本青年館『CODE HERO』飾演：ハル
- 2011年2月，『愛のプレリュード／Le Paradis!! －聖なる時間ー』飾演：ゲイリー・ミラー
- 2011年3月，真飛聖晚餐秀『For YOU』
- 2011年6月，『ファントム(魅影)』飾演：リシャール
- 2011年10月，全國巡演『小さな花がひらいた／ル・ポアゾン 愛の媚薬』飾演：大六
- 2012年1月，『復活 －戀が終わり、愛が残った－／カノン』 飾演：ミハイロフ
- 2012年4月，全國巡演『長い春の果てに／カノン』飾演：ブリス
- 2012年7月，『サン＝テグジュペリ　－「星の王子さま」になった操縦士（パイロット）／CONGA!!』飾演：ホルスト
- 2012年11月，寶塚Bow Hall公演『Victorian Jazz』飾演：ナイジェル・カニンガム　＊寶塚Bow Hall初主演
- 2013年2月，『オーシャンズ11 (盜海豪情)』飾演：テリー・ベネディクト (特里·班尼迪克特)
- 2013年6月，東急Theatre Orb 公演『戰國BASARA－真田幸村編－』飾演：猿飛佐助
- 2013年8月，『愛と革命の詩－アンドレア・シェニエ－／Mr. Swing!』飾演：フランソワ・ド・パンジュ侯爵
- 2013年12月，寶塚Bow Hall公演『New Wave! －花－』　＊主演
- 2014年2月，『ラスト・タイクーン　―ハリウッドの帝王、不滅の愛―／TAKARAZUKA ∞ 夢眩』飾演：ブロンソン・スミス
- 2014年6月，中日劇場公演『ベルサイユのばら フェルゼンとマリー・アントワネット編  (凡爾賽玫瑰 菲爾遜與瑪莉·安東妮德編』飾演：安德烈
- 2014年8月，『エリザベート -愛と死の輪舞- (伊莉莎白 - 愛與死的輪舞)』飾演：ルキーニ(魯契尼)

### 雪組時代
- 2015年1月，『ルパン三世-王妃の首飾りを追え!-(魯邦三世)／ファンシー・ガイ!』飾演：カリオストロ伯爵
- 2015年5月，梅田Drama City 劇場・赤坂ACT劇場公演『アル・カポネ ―スカーフェイスに秘められた真実―』飾演：アル・カポネ (艾爾·卡彭)　＊梅田Drama City 劇場・赤坂ACT劇場初主演
- 2015年7月，『星逢一夜／La Esmeralda』飾演：源太
- 2015年11月，全國巡演『哀しみのコルドバ／La Esmeralda』飾演：リカルド･ロメロ
- 2016年2月，『るろうに剣心 (浪客劍心)』飾演：加納惣三郎
- 2016年6-7月，KAAT神奈川藝術劇場・梅田Drama City 劇場『ドン・ジュアン (唐璜)』飾演：ドン・ジュアン (唐璜)  ＊主演
- 2016年10-12月，『私立探偵ケイレブ・ハント(私家偵探迦勒‧杭特)／Greatest HITS！』飾演：ジム・クリード (吉姆)
- 2017年2月，中日劇場公演『星逢一夜／Greatest HITS！』飾演：源太
- 2017年4月-7月，『幕末太陽傳／Dramatic “S”!』 飾演：高杉晋作

### 雪組主演男役時代
- 2017年8月-9月，全國巡演『琥珀色の雨にぬれて／“D”ramatic S!』飾演：クロード・ドゥ・ベルナール公爵
- 2017年11月-2018年2月，『ひかりふる路 ～革命家、マクシミリアン・ロベスピエール〜(光照之路 〜革命家 馬克西米連・羅伯斯比〜)／SUPER VOYAGER!』飾演：羅伯斯庇爾 ＊大劇場披露公演
- 2018年3月-4月，全國巡演『誠の群像／SUPER VOYAGER!』 飾演：土方歲三
- 2018年6月-9月，『凱旋門／Gato Bonito!!』飾演：ボリス・モロゾフ (莫洛索)
- 2018年11月-2019年2月，『ファントム(魅影)』飾演：魅影
- 2019年3月-4月，東急劇場Orb公演 『20世紀号に乗って (On the Twentieth Century)』飾演： Oscar Jaffee
- 2019年5月-9月，『壬生義士傳／Music Revolution!』飾演：吉村貫一郎
- 2019年10月-11月，全國巡演『はばたけ黄金の翼よ／Music Revolution!』飾演：維托里奧
- 2020年1月-3月，『ONCE UPON A TIME IN AMERICA』飾演：麵條
- 2020年9月-10月，特別公演 望海風斗 MEGA LIVE TOUR『NOW! ZOOM ME!!』
- 2021年1月-4月，『fff-フォルティッシッシモ-〜歓喜に歌え!〜』『シルクロード〜盗賊と宝石〜』*大劇場退團公演

## 寶塚退團後主要演出

### 舞台
- 2021年4月，『伊莉莎白 TAKARAZUKA25周年スペシャル・ガラ・コンサート』（東急THEATRE ORB） 飾演：ルキーニ(魯契尼)、死神
- 2022年1 - 2月，『INTO THE WOODS (拜訪森林)』（日生劇場・梅田藝術劇場）  飾演：魔女
- 2022年3 - 4月，『next to normal (近乎正常)』（Theatre Crea）  飾演：Diana
- 2022年6 - 7月，『ガイズ&ドールズ(Guys & Dolls)』（帝國劇場・博多座）  飾演：アデレイド (阿德萊)

### 演唱會
- 2021年8 - 10月，『SPERO』（梅田藝術劇場・北九州Soleil Hall・東海市藝術劇場・KAAT神奈川藝術劇場）

### 電視劇
- 綁架之日（2025年7月8日 - ，朝日電視台）飾演：藤澤香里[5]
- 被我殺死的丈夫回來了（2025年7月11日 - ，WOWOW）飾演：高城由美子[6]

## 外部連結
- 望海風斗個人官方網頁 （页面存档备份，存于） （日語）
- 渡邊娛樂望海風斗公式介紹 （页面存档备份，存于）（日語）
- 望海風斗的X（前Twitter）（日語）
- 望海風斗的Instagram帳戶（日語）
- 寶塚歌劇團公式網頁 （页面存档备份，存于） (日文)
- 寶塚歌劇團中文公式網頁
- 東京都會電視台網站望海風斗簡介宝塚カフェブレイク登場人物望海風斗，存档于Archive.today（存檔日期 20250423）